# メトクロプラミド

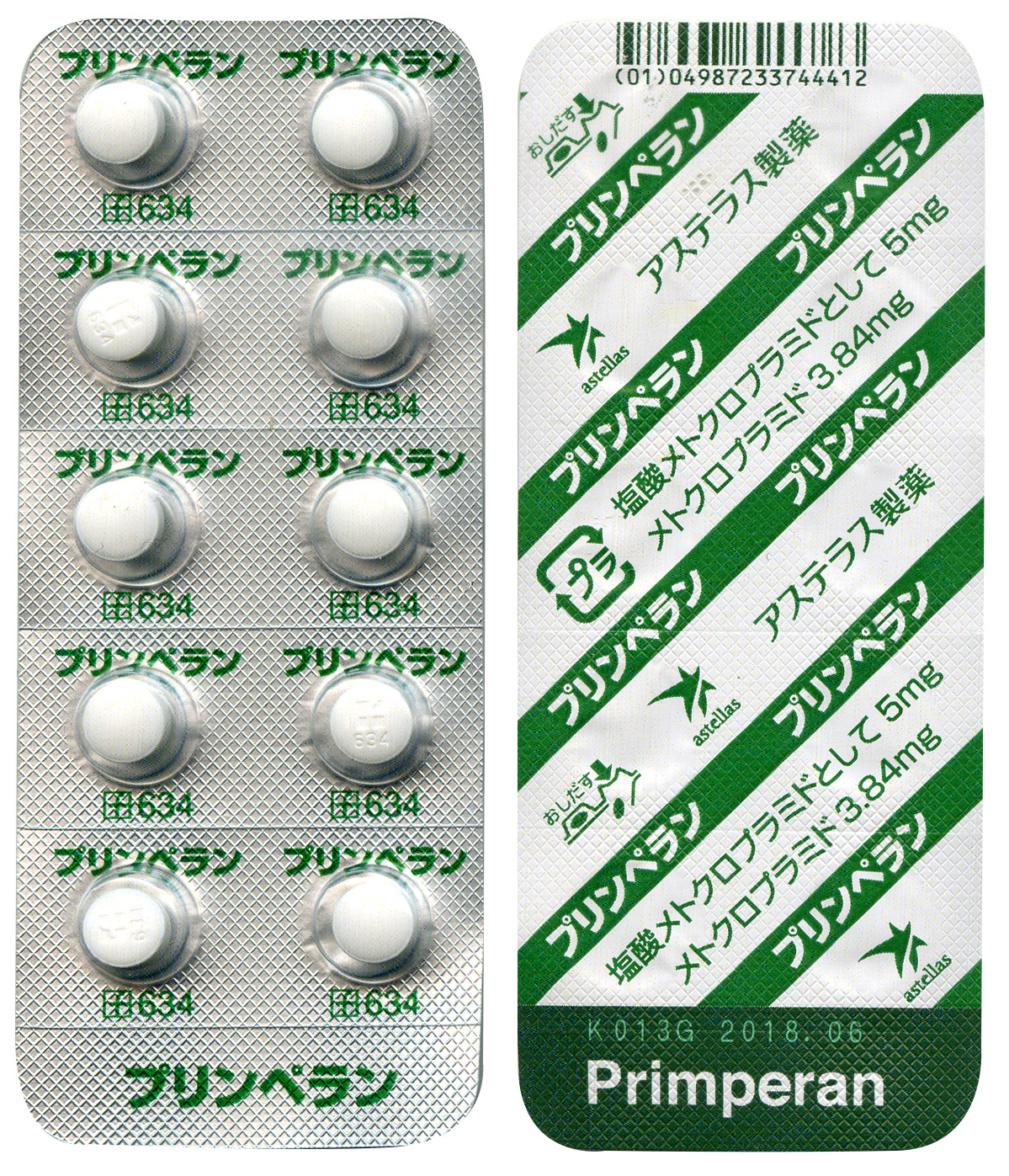
プリンペラン5mg

メトクロプラミド（英: Metoclopramide）は、ドーパミン受容体拮抗薬の1つである。日本ではアステラス製薬がプリンペランの商品名で販売するほか、ジェネリック医薬品も流通している。主に消化管の機能を良くする効果があり、制吐薬として頻用されている。クロルプロマジンと同様に日本の保険適用となってはいなかったが、メトクロプラミド錠5mg「トーワ」 （後発品）1996年7月より販売開始された（米国のFDAでは認可されている）が、片頭痛にも効果がある。 

## 作用機序
メトクロプラミドは、D2受容体を遮断することによりドーパミン神経による平滑筋収縮の抑制を解除し、蠕動運動を促して消化管機能を改善する。また、化学受容器引き金帯のD2受容体を遮断することにより制吐作用を示す。
食前に服用される。

## 副作用
特異な副作用として、メトクロプラミドは血液脳関門を通過するため、脳内でもドパミン受容体をブロックして薬剤性パーキンソン症候群を引き起こし、いわゆる錐体外路症状が出現し得る。これは大脳基底核線状体ニューロンのドーパミン受容体（D2受容体）を遮断することによる。また、ドパミンは脳下垂体前葉においてプロラクチンの分泌を抑制する作用も持っているわけだが、ここでもドパミンの受容体をブロックするため、プロラクチンの分泌に抑制が掛からなくなり、結果としてプロラクチンの分泌が増加する。このために高プロラクチン血症となって、それに伴う副作用（例えば乳汁流出）も起こり得る。このほか、母乳中にメトクロプラミドが移行し授乳中の乳児に軟便を起こすこともある。
重大な副作用としては、下垂体腫瘍、ショック、アナフィラキシー様症状、悪性症候群、意識障害、痙攣、遅発性ジスキネジアが知られている。

## 効能・効果
次の場合における消化器機能異常（悪心・嘔吐・食欲不振・腹部膨満感）
胃炎、胃・十二指腸潰瘍、胆嚢・胆道疾患、腎炎、尿毒症、乳幼児嘔吐、薬剤（制癌剤・抗生物質・抗結核剤・麻酔剤）投与時、胃内・気管内挿管時、放射線照射時、開腹術後
X線検査時のバリウムの通過促進